# Kommandant der Seeverteidigung Loire-Gironde
Der Kommandant der Seeverteidigung Loire-Gironde, kurz Seekommandant Loire-Gironde (teilweise kurz als Seekommandant Loire bezeichnet), war ein regionaler Küstenbefehlshaber der deutschen Kriegsmarine im Zweiten Weltkrieg mit Sitz in La Baule, später in Saint-Nazaire. Er war dem Marinebefehlshaber Westfrankreich unterstellt.

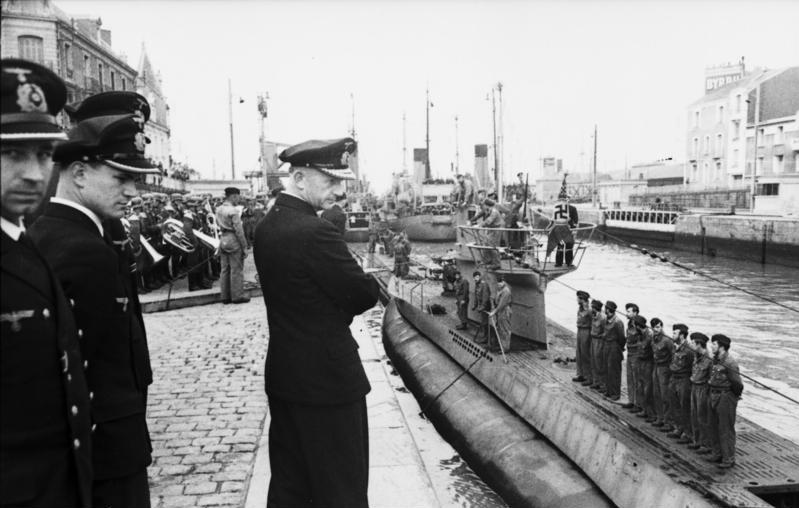
Der Führer der U-Boote, Vizeadmiral Karl Dönitz, begrüßt das einlaufende U-Boot U 94 in Saint-Nazaire

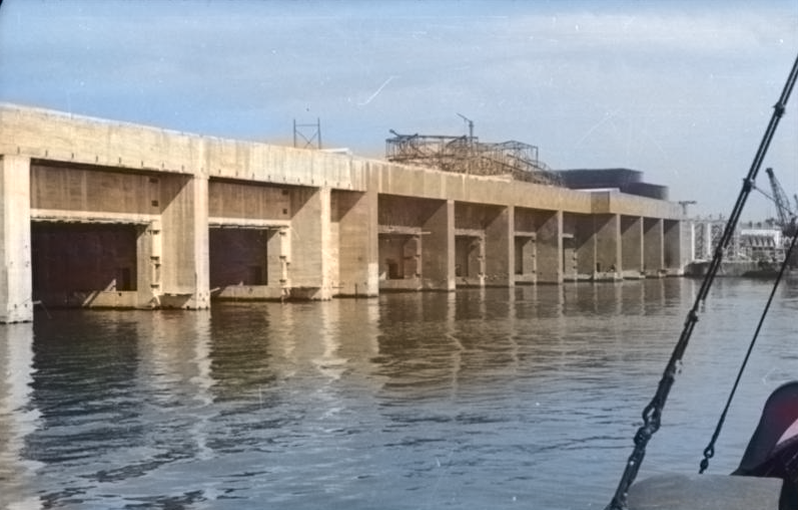
U-Boot-Bunker Saint-Nazaire

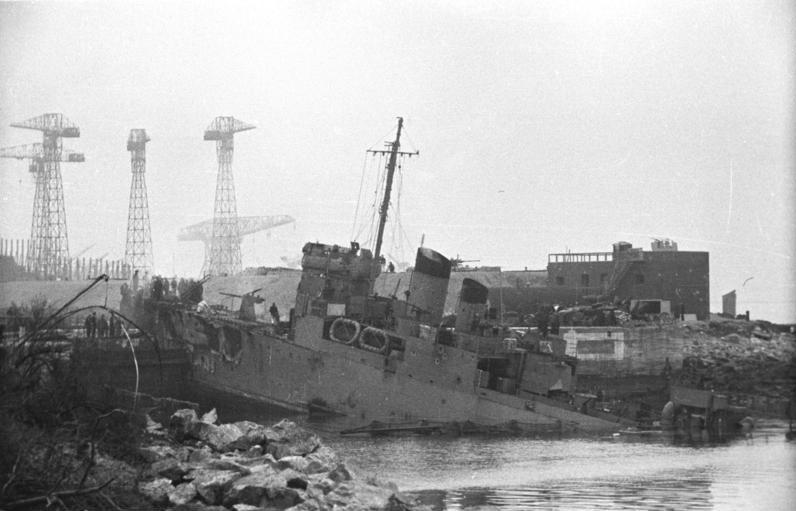
Der britische Zerstörer Campbeltown nach seinem Angriff auf Saint-Nazaire im Rahmen der Operation Chariot

## Geschichte
Nach der Kapitulation Frankreichs im Juni 1940 richtete die Kriegsmarine eine Kommandostruktur für die französischen Küsten ein, darunter den Marinebefehlshaber Westfrankreich. Diesem unterstanden zunächst viele Hafendienststellen und Artillerieabteilungen der Kriegsmarine direkt. Im Zuge einer Reorganisation im Dezember 1940 wurden die Aufstellung der Seekommandanturen Bretagne, Loire-Gironde und Gascogne als Zwischenebene angeordnet.
Der Aufbau der im Süden angrenzenden Seekommandantur Gascogne verzögerte sich und nahm das 1. Halbjahr 1941 in Anspruch. Während der Aufbauzeit nahm der Seekommandant Loire-Gironde zeitweise die Aufgaben des Seekommandanten Gascogne zusätzlich wahr. Anschließend wurde die Bereichsgrenze von der Gironde an die Mündung der Seudre gegenüber der Île d’Oléron verlegt. Der Stabssitz befand sich in La Baule. Ende März 1942 kam es im Rahmen der britischen Operation Chariot zum erfolgreichen Angriff auf Saint-Nazaire. Die Einheiten des Seekommandanten konnten den Angriff nicht in geeigneter Form erwidern, sodass u. a. die Trockendocks vernichtet wurden.
Im Dezember 1942 wurden der Seekommandant und sein Stab nach Südfrankreich abgeordnet, um dort die Dienststelle des Kommandanten der Seeverteidigung Languedoc aufzustellen. Die Seekommandantur Loire-Gironde wurde aufgelöst und der Zuständigkeitsbereich auf die beiden benachbarten Seekommandanturen aufgeteilt. Bereits im Januar 1943 wurde die alte Organisation wieder hergestellt. Die Führung übernahm der bisherige Kommandant der Seeverteidigung Ukraine, der mit seinem Stab in Saint-Nazaire Quartier bezog.
Nach der Landung der Alliierten in der Normandie wurde der Befehlsbereich des Seekommandanten ab 7. August 1944 kontinuierlich während der Schlacht um die Bretagne durch alliierte Truppen eingenommen. Der Seekommandant blieb bis Kriegsende in der Festung Saint-Nazaire.

## Unterstellte Dienststellen und Verbände
Dem Seekommandanten waren folgende Verbände und Dienststellen unterstellt:
- Hafenschutzflottille Gironde, ab Januar 1942 Hafenschutzflottille La Pallice (Rochefort) und neu als Hafenschutzflottille Gironde beim Kommandant der Seeverteidigung Gascogne aufgestellt, vom Marinebefehlshaber Westfrankreich
- Hafenkommandant Saint-Nazaire, vom aufgelösten Marinebefehlshaber Bretagne
- Hafenkommandant Nantes, vom aufgelösten Marinebefehlshaber Bretagne
- Hafenkommandant La Pallice-La Rochelle, vom Marinebefehlshaber Westfrankreich
- Inselkommandant Île de Noirmoutier, nach Besetzung der Insel im Mai 1942
- Hafenkapitän Les Sables-d’Olonne
- Hafenkapitän Rochefort
- Inselkommandant Île d’Yeu, nach Besetzung der Insel im April 1942
- Inselkommandant Île de Ré, nach Besetzung der Insel im Mai 1942
- Inselkommandant Île d’Oléron, nach Besetzung der Insel im Mai 1942
- Marineartillerieabteilung 280 (Saint-Nazaire), vom aufgelösten Marinebefehlshaber Bretagne
- Marineartillerieabteilung 282 (Île de Ré), vom Marinebefehlshaber Westfrankreich
- leichte Marineartillerieabteilung 684 (Île der Noirmoutier), ab Frühjahr 1943 auf Île d’Yeu
- leichte Marineartillerieabteilung 685 (Île d’Yeu), ab Frühjahr 1943 nach Südfrankreich
- leichte Marineartillerieabteilung 686 (Île de Ré)
- leichte Marineartillerieabteilung 687 (Île d’Oléron)
- 24. Marinekraftfahrabteilung (Saint-Nazaire), ab Juli 1942
- 1. Marinenachrichtenabteilung (mot.), April bis Juni 1942
- Marineausrüstungsstelle Rochefort, vom Marinebefehlshaber Westfrankreich
- 6. Vorpostenflottille, ab September 1944

Marineflak
Anfangs unterstanden die Einheiten der Marine-Flak direkt dem Seekommandanten. Im November 1941 wurden sie im Marineflakregiment 22 (Saint-Nazaire) zusammengefasst, welches im April 1943 in V. Marineflakbrigade umbenannt wurde. Folgende Gliederung lag für die V. Marineflakbrigade vor:
- Marineflakabteilung 703 (Saint-Nazaire), von der Marineflakregiment 22
- Marineflakabteilung 705 (Saint-Nazaire-Montoir), von der Marineflakregiment 22
- Marineflakabteilung 809 (Nantes/Saint-Nazaire), von der Marineflakregiment 22
- Marineflakabteilung 819 (Saint-Nazaire, später Toulon zum Kommandant der Seeverteidigung Languedoc)
- Marineflakabteilung 820 (Saint-Nazaire)
- 6. Marinenebelabteilung (Saint-Nazaire), ab August 1943

Zusätzlich existierte ab März 1942 die Marineflakabteilung 812 (Île de Ré, Île d’Oléron).
Kommandant des Marineflakregiments 22 war der Kapitän zur See Karl-Conrad Mecke, welcher auch anfangs die V. Marineflakbrigade führte und später das erfolglose Unternehmen Tanne Ost leitete.
Sonstige Dienststellen
- Marineartilleriezeugamt Saint-Nazaire, bis Oktober 1941 Nebenzeugamt des Marineartilleriezeugamts Brest bzw. Lorient, dann selbständig, ab 1943 Marineartilleriearsenal.
- Marineartilleriezeugamt Rochefort, ab 1943 Marineartilleriearsenal, im August 1944 nach Royan verlegt.
- Marineverpflegungsämter; vom Marinebefehlshaber Westfrankreich
- Torpedo-, Artillerie- und Sperrwaffenämter

## Weitere Marinedienststellen im Verantwortungsbereich
Im Bereich des Seekommandanten Loire-Gironde lagen weitere Marinedienststellen, die ihm nicht oder nur administrativ unterstellt waren. Dazu gehörten:
- Kriegsmarinewerft Saint-Nazaire
- Kriegsmarinewerft La Pallice
- Marinelazarett La Baule
- Marinelazarett Nantes
- Marinelazarett La Rochelle

## Seekommandanten
Folgende Offiziere hatten den Dienstposten des Seekommandanten Loire-Gironde inne:
- Fregattenkapitän Conrad Engelhardt, Dezember 1940 – Februar 1941
- Konteradmiral Adalbert Zuckschwerdt, März 1941 – November 1942
- Konteradmiral Wilhelm Kopp, Januar – April 1943
- Kapitän zur See Franz Bauer, April 1943 – Februar 1944, ehemaliger Kommandant im Abschnitt Emden und später Kommandant der Seeverteidigung Südjütland
  - Kapitän zur See Karl von Montigny: von Mai 1943 bis Juli 1943 in Vertretung
- Konteradmiral Hans Mirow, Februar 1944 – Mai 1945